# Estación Aeronaval de Tulum
La Base Aeronaval de Tulum (Código IATA: TUY - Código ICAO MMTU - Código DGAC: TUY) fue un aeropuerto militar exclusivo de la Armada de México y la Aviación Naval Mexicana ubicada en Tulum,  Quintana Roo. Cuenta con una pista de aterrizaje de 1,820 metros de largo y 30 de ancho. El 22 de febrero de 1987 fue cedido el Aeródromo de Tulum por parte del gobierno del estado de Quintana Roo a la Secretaría de Marina para ser usado como una estación aeronaval. Actualmente está cerrada a la aviación civil, pero el ayuntamiento de Solidaridad está haciendo los trámites necesarios para hacerlo funcionar como un aeródromo particular con servicios públicos que pueda albergar aeronaves civiles pequeñas e incluso abrir una ruta de vuelos chárter.

## Accidentes e incidentes
- El 14 de abril de 2003 despegó del Aeropuerto de Tulum la aeronave privada Grumman HU-16C Albatross con matrícula N7026Y. La aeronave tenía como destino el Aeropuerto Internacional de Chetumal, y se estrelló después de perder el control durante la aproximación final hacia Chetumal, los 3 ocupantes perdieron la vida.[2]

## Aeropuertos cercanos
Los aeropuertos más cercanos son:
- Aeropuerto Nacional de Playa del Carmen (57km)
- Aeropuerto Internacional de Cozumel (62km)
- Aeropuerto Internacional de Cancún (107km)
- Aeropuerto Internacional de Kaua (115km)
- Aeropuerto Nacional Cupul (127km)